# David LeNeveu
David LeNeveu (* 23. Mai 1983 in Fernie, British Columbia) ist ein ehemaliger kanadischer Eishockeytorwart, der zuletzt beim HC Slovan Bratislava in der KHL unter Vertrag stand.

## Karriere
David LeNeveu begann seine Karriere als Eishockeyspieler bei den Nanaimo Clippers, für die er in der Saison 2000/01 in der British Columbia Hockey League aktiv war. Anschließend spielte er zwei Jahre lang für die Mannschaft der Cornell University. In dieser Zeit wurde er im NHL Entry Draft 2002 in der zweiten Runde als insgesamt 46. Spieler von den Phoenix Coyotes ausgewählt.
Zunächst lief der Schlussmann allerdings je eine Spielzeit lang für Phoenix’ Farmteams aus der American Hockey League, die Springfield Falcons und Utah Grizzlies auf, ehe er in der Saison 2005/06 sein Debüt in der National Hockey League für die Coyotes gab. Insgesamt stand LeNeveu in dieser Spielzeit 15-mal für Phoenix zwischen den Pfosten. Im folgenden Jahr kam der Kanadier auf fünf weitere NHL-Einsätze, den Großteil der Spiele in den Jahren 2005 bis 2008 absolvierte er allerdings für deren AHL-Farmteam San Antonio Rampage.
Im Februar 2008 wurde LeNeveu in einem insgesamt fünf Spieler umfassenden Transfergeschäft an die New York Rangers abgegeben, spielte allerdings bis Saisonende nur für deren AHL-Farmteam, das Hartford Wolf Pack. Am 7. Juli 2008 wurde er von den Anaheim Ducks verpflichtet, die ihn in der Saison 2008/09 jedoch ausschließlich in ihrem AHL-Farmteam, bei den Iowa Chops, einsetzten.

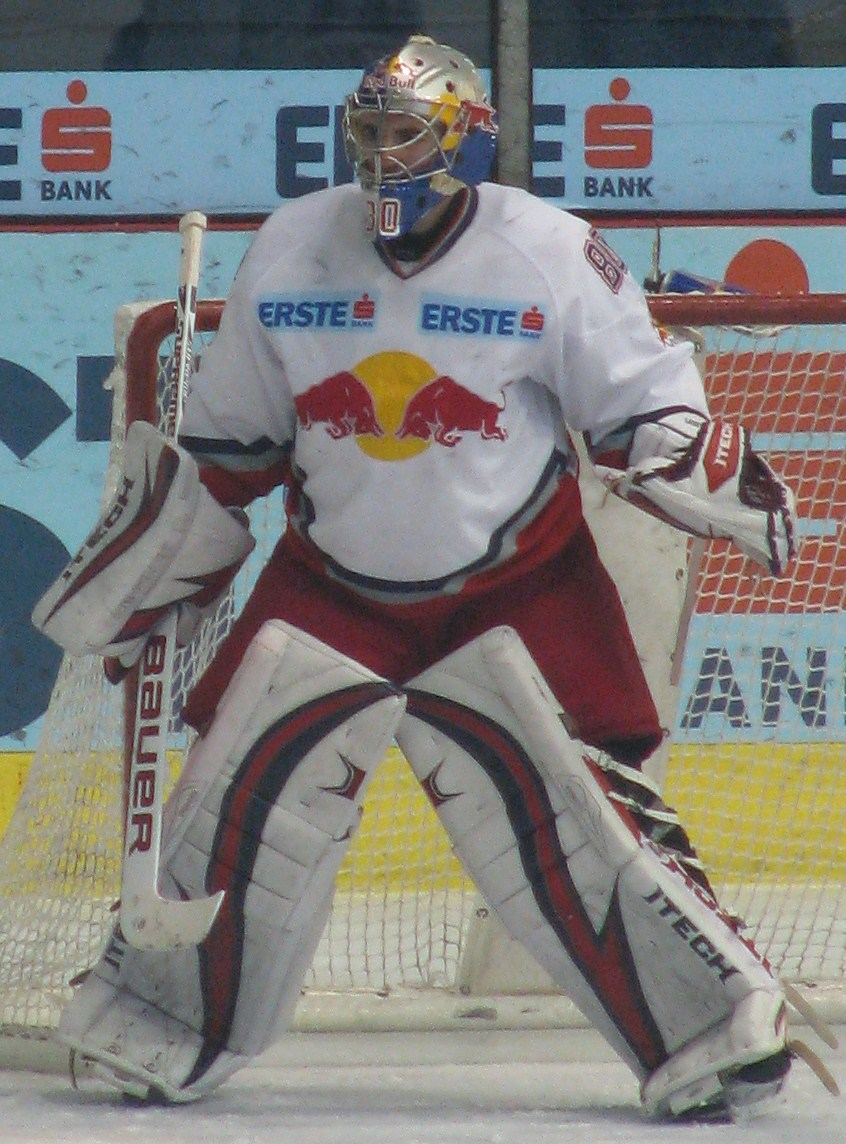
David LeNeveu (2009)

LeNeveu wechselte für die Saison 2009/10 zum EC Red Bull Salzburg in die Österreichische Eishockey-Liga, wo er zunächst ein Duo mit Bobby Goepfert bilden sollte, der jedoch knapp nach Meisterschaftsbeginn entlassen wurde. Er wechselte sich schließlich mit Reinhard Divis im Tor ab, setzte sich gegen Saisonende aber als erster Torwart durch. Mit dem Club konnte er schließlich auch die österreichische Meisterschaft gewinnen. Im Juli 2010 wechselte er zu den Columbus Blue Jackets, die ihn bei ihrem Farmteam, den Springfield Falcons, in der American Hockey League einsetzen. Im November 2012 wurde er als Ersatz für Alex Westlund von den Black Wings Linz aus der Erste Bank Eishockey Liga verpflichtet, mit denen er das Halbfinale erreichte.
Für die Folgesaison kehrte er nach Nordamerika zurück und absolvierte Spiele für verschiedene Teams aus den Minor Leagues, insbesondere die South Carolina Stingrays. Im Dezember 2014 wurde er vom HC Slovan Bratislava aus der KHL unter Vertrag genommen, kam aber nur einmal für 8:38 Minuten zum Einsatz, ehe er die Mannschaft im Januar 2015 wieder verließ und damit seine Karriere als aktiver Spieler beendete.
Zwischen 2014 und 2017 fungierte er anschließend als Torwarttrainer und später Mitbesitzer des Nachwuchsteams Nanaimo Clippers.

### International
Für Kanada nahm LeNeveu an der U20-Junioren-Weltmeisterschaft 2003 teil, bei der er mit seiner Mannschaft den zweiten Platz belegte.

## Erfolge und Auszeichnungen
| - 2002 ECAC All-Rookie Team - 2003 ECAC First All-Star Team - 2003 ECAC-Torhüter des Jahres - 2003 ECAC-Spieler des Jahres (gemeinsam mit Christopher Higgins) | - 2003 NCAA East First All-American Team - 2004 AHL All-Star Classic - 2010 IIHF-Continental-Cup-Gewinn mit dem EC Red Bull Salzburg - 2010 Österreichischer Meister mit dem EC Red Bull Salzburg |

### International
- 2003 Silbermedaille bei der U20-Junioren-Weltmeisterschaft

## Karrierestatistik

### Play-offs
(Legende zur Torhüterstatistik: GP oder Sp = Spiele insgesamt; W oder S = Siege; L oder N = Niederlagen; T oder U oder OT = Unentschieden oder Overtime- bzw. Shootout-Niederlage; Min. = Minuten; SOG oder SaT = Schüsse aufs Tor; GA oder GT = Gegentore; SO = Shutouts; GAA oder GTS = Gegentorschnitt; Sv% oder SVS% = Fangquote; EN = Empty Net Goal; 1 Play-downs/Relegation; Kursiv: Statistik nicht vollständig)